# Gamundia
Gamundia Raithelh. – gatunek grzybów należący do rzędu pieczarkowców Agaricales.

## Systematyka i nazewnictwo
Pozycja w klasyfikacji: Incertae sedis, Agaricales, Agaricomycetidae, Agaricomycetes, Agaricomycotina, Basidiomycota, Fungi.
Takson utworzył Jörg H. Raithelhuber w 1979 r. Synonimy:
- Fayodia subgen. Heterosporula Singer 1961
- Heterosporula (Singer) Kühner 1980
- Stachyomphalina H.E. Bigelow 1979

Gatunki:
- Gamundia arctica (Gulden) E. Ludw. 2001
- Gamundia hygrocyboides (Lonati) Bon 1997
- Gamundia lonatii Bon & Röllin 1999
- Gamundia metuloidigera (Singer) Raithelh. 1991
- Gamundia nivea Musumeci, Vizzini & Contu 2010
- Gamundia pseudoclusilis (Joss. & Konrad) Raithelh. 1979
- Gamundia pseudoclusilis (Joss. & Konrad) Raithelh. 1980
- Gamundia striatula (Kühner) Raithelh. 1983 – tzw. śluzopępka białoblaszkowa[3]
- Gamundia xerophila (Luthi & Röllin) Raithelh. ex P.-A. Moreau & Courtec. 2008

Wykaz gatunków i nazwy naukowe na podstawie Index Fungorum. Nazwa polska według Władysława Wojewody.